# جائزة أستراليا الكبرى للدراجات النارية 2000
جائزة أستراليا الكبرى للدراجات النارية 2000 هو سباق دراجات نارية أقيم بتاريخ 29 أكتوبر 2000 في حلبة الجائزة الكبرى بجزيرة فيليب. كان السباق السادس عشر من أصل 16 في سباق الجائزة الكبرى للدراجات النارية موسم 2000. فاز الإيطالي ماكس بياجي بفئة 500 سي سي وجاء مواطنه لوريس كابيروسي في المركز الثاني.

## وصلات خارجية
- الموقع الرسمي